# Нарасімхадева
Нарасімхадева (д/н — 1163) — магараджахіраджа держави Чеді-Дагали у 1153—1163 роках.

## Життєпис
Походив з династії Калачура. Старший син Гаякарни. Спадкував трон 1153 року. На цей момент держава практично зменшилася до попередніх розмір Чеді. Вів війни з Чандела і Гаґавадалів, зумівши відвоювати частину втрачених попередниками територій. Про це свідчать написи Нарасімхидеви, що були знайдені на північ від хребта Каймур. Зумів відняти цю область в Мадана-вармана, магараджи Чандела.
Помер 1163 року. Йому спадкував молодший брат Джаясімха.